# Värends revir
Värends revir var ett skogsförvaltningsområde inom Smålands överjägmästardistrikt som omfattade av Kronobergs län Kinnevalds och Norrvidinge härad, Uppvidinge härad med undantag av Ekeberga, Lenhovda, Älghults, Algutsboda, Hälleberga och Herråkra socknar, Konga härad med undantag av Hovmanstorps, Långasjö, Nöbbele, Linneryds, Älmeboda och Ljuders socknar samt kronoparken Heda i Furuby socken. Reviret, som var indelat i fyra bevakningstrakter, omfattade 1915 21 497 hektar allmänna skogar, varav 12 kronoparker med en areal av 8 194 hektar.